# Мартин Иванов (журналист)
Вижте пояснителната страница за други личности с името Мартин Иванов.
Мартин Владимиров Иванов е български спортен журналист, популярен като участник в куизове и телевизионни игри.

## Биография
Роден е на 1 март 1977 г. в София. Завършва история в Софийския университет, след което работи като спортен журналист във вестник Меридиан мач. Освен това закратко е бил водещ в онлайн телевизия.
Първото му участие в телевизионни игри е в „Нота бене“ през 1999 г. Също е трикратен победител в „Минута е много“ през 2010 г. с тема „Бийтълс“. През 2011 г. участва в Стани богат. През 2018 г. става шампион в куиза „Блиц гейм“. През 2020 г. записва 18 поредни победи в предаването „Последният печели“.
Участвал е в националния куиз отбор на България. Заедно със Станил Йотов е автор на куиз-книгата „Великият Ливърпул“.
От 2022 г. участва като преследвач в „Голямото преследване“ с псевдоним „Черният рицар“.